# Коссе-Бриссак, Огюстен Мари Поль Петрониль Тимолеон де
Огюстен Мари Поль Петрониль Тимолеон де Коссе, 9-й герцог де Бриссак (фр. Augustin Marie Paul Pétronille Timoléon de Cossé-Brissac; 13 января 1775, Париж — 8 апреля 1848, там же) — французский государственный деятель.

## Биография
Сын сенатора Первой империи Иасента Юга Тимолеона де Коссе-Бриссака (1746—1813) и Мари Луизы Антуанетты Шарлотты Франсуазы Констанс де Виньякур.
Поступил добровольцем в конституционную гвардию Людовика XVI, которой командовал его родственник, Луи Эркюль Тимолеон де Коссе-Бриссак, 8-й герцог де Бриссак (1734—1792), великий хлебодар Франции, в дальнейшем убитый в Версале революционерами.
В 1802 году был назначен членом генерального совета департамента Мен и Луара, в котором заседал несколько лет. В 1807 году возглавил электоральную коллегию того же департамента. После того, как Коссе-Бриссак был назначен камергером Мадам матери, император поставил его префектом Маренго (13.04.1809), сделал бароном (9.09.1810), затем графом Империи (20.02.1812) и кавалером ордена Почетного легиона. 1 мая 1812 переведен на должность префекта в Кот-д'Ор, во главе которого оставался до падения империи.
По утверждению Ж.-Б. де Курселя, принял все меры для обороны департамента от войск союзников, но после падения Наполеона поддержал Реставрацию, и 4 июня 1814 стал членом Палаты пэров. В период Ста дней никаких должностей не занимал. В Верхней палате был членом большого числа комиссий, особенно тех, которые занимались муниципальной организацией, управлением мостами и дорогами, компенсациями эмигрантам. На процессе маршала Нея госовал за смертную казнь.
В сентябре 1815 стал председателем избирательной коллегии Нижнего Рейна, а 4 октября 1820 17 апреля был председателем избирательной коллегии Кот-д'Ора.
Был офицером (1.05.1821) и командором (19.08.1823) ордена Почетного легиона. Рыцарем орденов короля стал при коронации Карла X, который позднее назначил Коссе-Бриссака государственным министром. Присягнул Июльской монархии, и потерял место в Палате пэров с революцией 1848 года.

## Семья
1-я жена (14.09.1795): Элизабет Луиза де Малид (1778—29.03.1818)
Дети:
- Мари-Артюс-Тимолеон (13.05.1813—11.09.1888), герцог де Бриссак. Жена (22.06.1843): Анжелика Мари Ле Льевр де Лагранж (22.03.1822—2.12.1873)
- Мари (1814—1841). Муж: граф Бертран Анри де Бонневаль (1806—1882)
- Амандина Шарлотта Тереза (1816—1882). Муж (21.09. 1841): граф Бертран Анри де Бонневаль (1806—1882)

2-я жена (19.03.1828): Огюстина Розали де Брюк-Синьи (29.03.1802—1.11.1847), дочь виконта Пьера Эме Жана де Брюк-Синьи и Малафро де Контлеглен
Сын:
- Эме Артюс Морис Тимолеон (1.11.1829—23.04.1829), депутат Национальной ассамблеи. Жена (26.05.1859): Алис-Мари де Вальш-Серран (1829—1895), герцогиня де Ламот-Уданкур, дочь маркиза Луи де Вальш-Серрана и Элизы д'Эриси, герцогини де Ламот-Уданкур